# Montesclaros
Montesclaros è un comune spagnolo di 414 abitanti situato nella comunità autonoma di Castiglia-La Mancia.